# Ружицкое
Ружицкое (укр. Ружицьке) — посёлок, входит в Ладыжинский городской совет Винницкой области Украины.
Население по переписи 2001 года составляло 5 человек. Почтовый индекс — 24325. Телефонный код — 4343. Код КОАТУУ — 510690003.

## Местный совет
24321, Вінницька обл., м.Ладижин, вул.П.Кравчика,4  (укр.)